# Ituzaingó (Urugwaj)
Ituzaingó – miasto w Urugwaju, w departamencie San José.